# Francesca Margherita de L'Épine
Francesca Margherita de l'Épine (Venezia, 1680 circa – Londra, 8 agosto 1746) è stata un soprano italiano del periodo barocco, ricordata per le sue interpretazioni nelle opere di Georg Friedrich Händel e la sua lunga collaborazione con il compositore tedesco Johann Pepusch.

## Carriera
Le cronache locali annunciarono il suo arrivo a Londra, proveniente da Venezia, nel 1692. La  London Gazette n. 2834 annunciava che "l'italian Lady molto famosa nel mondo" avrebbe cantato agli "York Buildings". Fu il primo soprano italiano ad esibirsi a Londra. Fu raggiunta nel 1703 dalla sorella, Maria Margherita Gallia o Maria Gallia, anche lei cantante ma che non raggiunse la sua popolarità.
Nei primi anni di permanenza, Margherita de l'Épine apparve per la prima volta al Teatro Drury Lane il 29 gennaio 1704, cantando alcune delle musiche di Grebe. Dal 1704 al 1708, si esibì al Drury Lane in brani di diversi compositori: nell'Arsinoe regina di Cipro di Thomas Clayton rappresentata al Drury Lane nel 1705, l'anno successivo ne The Temple of Love (Il tempio dell'amore di Francesco Pietro Grebber, nel 1707 in Thomyris con musiche di Scarlatti e Buononcini. Si esibì inoltre ne Il trionfo di Camilla di Giovanni Bononcini, cantando nel ruolo della protagonista, Camilla, in italiano, e accendendo una rivalità con il soprano Catherine Tofts che cantava in inglese. Fu al Queen's Theatre di Haymarket dal 1708 al 1714 dove cantò in Pirro e Demetrio di Haym (1708), Almahide (1710) che si suppone sia stata scritta da Bononcini  l'Hydaspes o L'Idaspe fedele di Francesco Mancini (1710) che ebbe varie repliche. Antioco (1711) e Ambleto (1712) di Carlo Francesco Gasparini, oltre che nelle opere di Händel Rinaldo (1712, come Goffredo), Pastor Fido (1713, come Eurilla) e in Teseo (1713).
Nel 1715 cantò al Lincoln's Inn-Fields nella prima versione di Aci e Galatea di Händel interpretando Galatea: fu in quell'occasione che si legò al compositore Johann Pepusch, che poi sposò nel 1718. Dopo il matrimonio si ritirò dalle scene tornando solo per sporadiche apparizioni.